# سول ایتر
سول ایتر (به ژاپنی: ソウルイーター  Sōru Ītā، به انگلیسی: Soul Eater) یک سری مانگای ژاپنی است که توسط آتسوشی اکوبو نوشته و طراحی شده است. این مانگا توسط اسکوئر انیکس در ماهنامهٔ شونن گانگان منتشر می‌شد.
یک مجموعه انیمه ۵۱ قسمتی نیز توسط استودیو بونز از این مانگا ساخته شده که از ۷ آوریل ۲۰۰۸ تا ۳۰ مارس ۲۰۰۹ در شبکه تی‌وی توکیو پخش شد.

## شخصیت‌ها

شخصیت‌های اصلی مجموعه (از راست به چپ): ردیف بالا: ماکا آلبارن، سول ایتر، سوباکی، بلک استار ردیف پایین: دث سایث، بلر، دث د کید، لیز و پتی

### دانش‌آموزان شیبوسن

#### تکنسین‌ها
- ماکا آلبارن (Maka Albarn, マカ・アルバーン Maka Arubān)
- بلک استار (Black Star, ブラック☆スター Burakku☆Sutā)
- دث د کید (Death The Kid, デス・ザ・キッド Desu Za Kiddo)
- آکس فورد (Ox Ford, オックス・フォード Okkusu Fōdo)
- کیلیک لونگ (Kilik Lunge, キリク・ルング Kiriku Rungu)
- کیم دیل (Kim Diehl, キム・ディール Kimu Dīru)

#### اسلحه‌ها
- سول ایتر (Soul Eater Evans, ソウル・イーター・エヴァンス Sōru Ītā Evansu)
- سوباکی (Tsubaki Nakatsukasa, 中務 椿 Nakatsukasa Tsubaki)
- پتی (Patricia "Patti" Thompson, パティー（パトリシア）・トンプソン Patī (Patorishia) Tonpuson)
- لیز (Elizabeth "Liz" Thompson, リズ（エリザベス）・トンプソン Rizu (Erizabesu) Tonpuson)
- هاروار د. اکلر (Harvar D. Éclair, ハーバー・ド・エクレール Hābā Do Ekurēru)
- ژاکلین اُ. لانتارن دوپره (Jacqueline O. Lantern Dupré, ジャクリーン・オー・ランタン・デュプレ, Jakuriin Ō Rantan Dupure)

### داس‌های مرگ
- دث سایث (Death Scythe, デス・サイズ, Desu Saizu)؛ پیش‌تر اسپیریت (Spirit, スピリット Supiritto)
- جاستین لا (Justin Law, ジャスティン＝ロウ Jasutin Rō)
- ماری میولنیر (Marie Mjolnir, マリー・ミョルニル Marī Myoruniru)

### دیگر شخصیت‌ها
- شینیگامی (死神 Shinigami)
- کرونا (Crona, クロナ Kurona)
- فرانکن اشتاین (Franken Stein, フランケン・シュタイン Furanken Shutain)
- مدیوسا (Medusa, メデューサ Medyūsa)